# 臨床心臓病学教育研究会
公益社団法人臨床心臓病学教育研究会（こうえきしゃだんほうじん りんしょうしんぞうびょうがくきょういくけんきゅうかい）は、大阪府大阪市に拠点を置く公益社団法人。英名はJapanese Educational Clinical Cardiology Society。略称はジェックスまたはJECCS。

## 沿革
日野原重明の助言により、1985年に高階經和（現理事長）が社団法人として設立。臨床現場の第一線で活躍する医師、看護師、医療関係者、医療関連企業の人々が中心となり、循環器疾患に対する正しい理解を深め、新しい学問の研究成果の地域医療への普及、また生活習慣病の予防と教育を通して啓発活動を推進するために設立された。2010年、公益社団法人に移行。大阪府を拠点として活動している民間団体である。 日本国内にとどまらず、ミャンマーでの医師への教育、オーストラリアでの緩和ケア研修を行っている。

## 所在地
- 大阪府大阪市淀川区西中島四丁目6−17　新大阪シールビル4階

## 事業
- 一般市民のための「生活習慣病研修会」7・8・12月を除く年9回　第2または第3水曜日
- 医療者のための「臨床心臓病研修会」7・8・12月を除く年9回　第2または第3土曜日
- 循環器専門ナース研修コース：夏・冬の年2回開催　土日1泊研修を4回（約2か月）
- 心エコー研修会
- 心電図研修会
- 薬剤師のための医学講座（企画中）
- 夏季セミナー
- オーストラリア　緩和ケア研修
- ミャンマーでの医師に対する心エコー、心電図研修